# Teresa Stich-Randall
Teresa Stich-Randall (ur. 24 grudnia 1927 w West Hartford w stanie Connecticut, zm. 17 lipca 2007 w Wiedniu) – amerykańska śpiewaczka operowa, sopran.

## Życiorys
Ukończyła Hartt School of Music w West Hartford oraz Columbia University w Nowym Jorku. Debiutowała w wieku 15 lat tytułową rolą w Aidzie Giuseppe Verdiego, w 1947 roku wystąpiła w roli Gertrudy Stein w prapremierze opery The Mother of Us All Virgila Thomsona. Kreowała też rolę tytułową w operze Evangeline Otto Lueninga (1948). W 1951 roku wygrała konkurs wokalny w Lozannie. W latach 1951–1952 występowała w operze w Bazylei. W 1952 roku otrzymała angaż do Opery Wiedeńskiej, która w 1962 roku przyznała jej, jako pierwszej w historii Amerykance, tytuł Kammersängerin. Występowała na festiwalach w Salzburgu (1952–1960) i Aix-en-Provence (1953–1972). W 1961 roku w nowojorskiej Metropolitan Opera kreowała rolę Fiordiligi w Così fan tutte. W 1971 roku zakończyła karierę sceniczną.
Ceniona przede wszystkim za role w operach W.A. Mozarta. Wykonywała także utwory wokalne J.S. Bacha i Georga Friedricha Händla. Dokonała pod batutą Arturo Toscaniniego nagrań płytowych partii Kapłanki w Aidzie (1949) i Anusi w Falstaffie (1950).